# Свети Георги (Бейлик махала)
„Свети Георги“ (на гръцки: Ιερός Ναός Αγίου Γεωργίου) е православна църква в сярското село Бейлик махала (Валтотопи), Егейска Македония, Гърция, енорийски храм на Сярската и Нигритска епархия на Вселенската патриаршия.

## История
Църквата е построена в центъра на селото, близо до старата църква. Осветена е на 12 юни 1999 година от митрополит Максим Серски и е открита на 19 май 2001 година. В архитектурно отношение представлява висока кръстокуполна базилика, облицована с камък и с висока камбанария.
Към енорията принадлежи и параклисът „Света Марина“.